# Jochen Basting
Jochen Basting es un deportista alemán que compitió para la RFA en triatlón. Ganó una medalla de bronce en el Campeonato Europeo de Triatlón de 1988.

## Palmarés internacional
| Campeonato Europeo | Campeonato Europeo | Campeonato Europeo | Campeonato Europeo |
| Año                | Lugar              | Medalla            | Prueba             |
| ------------------ | ------------------ | ------------------ | ------------------ |
| 1988               | Venecia (Italia)   | Medalla de bronce  | Individual         |